# Eli Barbur
Eli Barbur, pierwotnie Andrzej Łabendź (hebr. אלי ברבור; ur. 19 grudnia 1948 w Paryżu) – polski i izraelski pisarz i dziennikarz, korespondent polskich mediów na Bliskim Wschodzie, tłumacz.

## Życiorys
Urodził się w Paryżu w rodzinie żydowskiej, jako syn Zygmunta Łabendzia i Natalii z domu Rafalkes, córki Nachuma Nira, jednego z sygnatariuszy Deklaracji niepodległości Izraela W 1951 wraz z rodzicami przeprowadził się do Warszawy. W 1966 rozpoczął studia na Uniwersytecie Warszawskim (kolejno socjologię i historię sztuki). W 1968, po antysemickiej nagonce, będącej efektem wydarzeń marcowych, został skreślony z listy studentów. W 1969 wyjechał do Kopenhagi, gdzie studiował ekonomię polityczną.
W 1973 wyemigrował do Izraela i zamieszkał w Tel Awiwie. Odbył tam służbę wojskową, a w latach 1976–1980 studiował na Wydziale Teorii Filmu Uniwersytetu Telawiwskiego. W latach 1980–1992 był dziennikarzem polskojęzycznego dziennika izraelskiego „Nowiny Kurier”, w drugiej połowie lat 80. współpracował z Sekcją Polską BBC. W 1993 podjął współpracę z radiową Trójką, Gazetą Wyborczą, Radiem Zet. W latach 1995–2007 był stałym korespondentem RMF FM na Bliskim Wschodzie, od 2001 współpracował z TVN24, do 2012 był także korespondentem Informacyjnej Agencji Radiowej w Izraelu.

## Publikacje
- 2017: Ocalenie z innego miejsca – przekład książki Abrahama Wernera (hebr. Rewach Wehacala Mimakom Acher z 1999)[2]
- 2012: Warszawski beduin – biografia Romana Kesslera.
- 2009: פולין דווקא (Właśnie Polska) – reportażowa opowieść o Polsce z rozmowami o kulturze – Tel Awiw.
- 2008: Tsunami za frajer – zbiór felietonów blogowych, zamieszczanych w portalach: wirtualnemedia.pl i salon24.pl
- 2006: Właśnie Izrael: „gadany” przewodnik po teraźniejszości i historii Izraela – wywiad-rzeka przeprowadzony przez Krzysztofa Urbańskiego
- 2005: Strefa Ejlat – powieść
- 1998: Wzgórza krzyku: reportaże i rozmowy
- 1996: Ten za nim: opowiadania
- 1995: Grupy na wolnym powietrzu – powieść